# Shearman & Sterling
Shearman & Sterling est un cabinet international qui comprend plus de 850 avocats, répartis en 22 bureaux situés dans les plus grandes places financières mondiales en Amérique, en Europe, au Moyen-Orient et en Asie.

## Histoire
Fondé en 1873 à New York, Shearman & Sterling a implanté son premier bureau à l’international à Paris en 1963. Shearman & Sterling est reconnu comme l’un des acteurs majeurs du droit des affaires sur le marché parisien et compte aujourd’hui plus de 800 avocats. 
En mai 2023, Shearman & Sterling et Allen & Overy annoncent la fusion de leurs activités. La fusion est complétée en mai 2024, pour créer un nouvel ensemble prenant le nom de A&O Shearman.

## Activité
Le cabinet est une organisation intégrée unique dotée de capacités opérationnelles locales dans des juridictions stratégiques. Les avocats interviennent en droit américain, anglais, français, allemand, italien, hongkongais, européen, OHADA et en droit international. 
Des grandes places financières du monde aux principales économies émergentes, le cabinet accompagne des sociétés et des institutions financières majeures, de même que des entreprises à fort potentiel de croissance. Le cabinet répond également aux besoins commerciaux internationaux des États et des entreprises publiques.
- Arbitrage international
- Droit international public
- Banque et finance
- Développement et financement de projet
- Environnement
- Gouvernance, rémunération et actionnariat salarié
- Fiscalité
- Fusions & acquisitions
- Marchés de capitaux
- Private equity
- Restructuration et entreprises en difficultés

### Bureaux
- Abou Dabi (1975)
- Austin (2018)
- Beijing (1993)
- Bruxelles (2001)
- Dubaï (1991)
- Francfort (1991)
- Hong Kong (1978)
- Houston (2018)
- Londres (1972)
- Menlo Park (Silicon Valley) (1979)
- Milan(2010)
- New York (1873)
- Paris (1963)
- Riyad* (2018)
- Rome (2002)
- San Francisco (1979)
- São Paulo (2004)
- Shanghai (2007)
- Singapour (1995)
- Tokyo (1987)
- Toronto (1989)
- Washington (1987)